# 斯波特 (北卡羅萊納州)
斯波特（英語：Spot）是位於美國北卡羅萊納州柯里塔克縣的非建制地區。

## 歷史
斯波特的郵局自1928年營運至今。

## 地理
斯波特所處的海拔為高於海平面3米（即10英呎），而該地所採用的時區為UTC-5，即北美东部时区（EST）。同時該地設有夏令時間，為UTC-5調快一小時，即UTC-4（EDT）。